# 多伊尔斯敦 (宾夕法尼亚州)
多伊尔斯敦（Doylestown）是美国宾夕法尼亚州巴克斯县的一个自治市镇和县城，位于费城北部43公里，纽约市西南方向130公里。 截至2010年人口普查，自治市镇人口为8,380人。

## 历史
多伊尔斯敦的起源时间可以追溯到1745年，当时，威廉·多伊尔获得了许可证，以建造一个现在位于主街和State Street的西北角的小酒馆。 多年来被称为威廉·多伊尔酒馆（William Doyle's Tavern），其战略位置 - 在连接瑞典福特（诺里斯敦）和科里尔渡口（纽霍普）的公路（现在的202号美国国道）以及连接费城和伊斯顿的道路（现在的PA Route 611）交叉口 - 使小村子得以发展成一个村庄。 第一座教堂建于1815年，随后在整个19世纪相继建立了一系列的教会活动场所。